# Orășelul leneș
Orășelul leneș (LazyTown) este un serial animat pentru copii din Islanda, Marea Britanie și Statele Unite. Acesta îi are ca personaje importante pe: Sportacus, Ștefania și Robbie Putrezitul. Orășelul leneș este o combinație de acțiune live, marionete și desene animate generate de computer. Serialul Orășelul leneș promovează un stil de viață sănătos printr-un mix de muzică, comedie și poveste plasată într-o lume colorată, dinamică și cu susul în jos. În România, serialul Orășelul leneș a fost difuzată pentru prima dată în premieră pe Jetix în mai 2008. Ulterior, pe 19 septembrie 2009 a fost mutat pe Disney Channel, după ce Jetix a fost închis. Din 2012 a fost mutat pe Disney Junior, iar ulterior a fost scos. Ulterior a început să fie redifuzat pe Boomerang până în 2018, după ce a fost scos și de pe Boomerang.

## Schimbări
Logo-ul seriei se schimbă din sezonul 3, la fel și păpușile au un aspect mai real datorită culorilor, este introdusă o nouă actriță în serial Chloe Lang (în rolul Ștefaniei) în urma unor castinguri a fost aleasă ea să continue seria în locul lui Julianna Rose Mauriello care crescuse și nu mai putea să joace rolul Ștefaniei din această cauză, oricum actrița Shelby Young a fost singura care a mai jucat-o pe Ștefania doar în episodul pilot, restul personajelor și păpușilor rămânând la fel.

## Scopul
Scopul acestui serial este motivarea copiilor de a duce o viață sănătoasă. Orășelul Leneș are efectul scontat deoarece îmbunătățirea sănătății și creșterea cât mai corectă a copiilor este un scop pe care toți părinții îl urmăresc.

## Personaje

### Personaje principale
- Sportacus este un super-erou agil și un acrobat uimitor. Face acrobații foarte complicate în aer și aterizează întotdeauna în picioare. Toți copiii vor să semene cu el. Lui Sportacus îi place să folosească obiectele din jurul său într-un mod cu totul neașteptat. Este foarte răbdător, drăguț și înțelegător. Preferă să nu le spună copiilor din oraș ce le este interzis și vrea să fie un bun exemplu pentru toți. Cea mai bună prietenă a lui Sportacus este  Ștefania. Ea este nepoata primarului. Sportacus este interpretat de maestrul Magnus Scheving, dublu campion mondial la atletism, de asemenea ocupă și locul 9 în clasamentul celor mai bogați oameni ai planetei.

- Ștefania (Stephanie) este o fetiță veselă, optimistă și curioasă. Este capabilă să învețe din propriile sale greșeli. Ștefania are părul și rochița roz. Ea vine în Orășelul Leneș și întâlnește o mulțime zănatecă de copii și adulți, inclusiv pe leneșul personaj negativ, Robbie Putrezitul. Din fericire pentru Ștefania, deasupra orașului locuiește și Sportacus, un erou atletic care o ajută să aleagă un stil de viață sănătos. Ștefania visează să devină dansatoare, drept pentru care îl apreciază enorm pe Sportacus, datorită mișcărilor lui atletice. Pe lângă aceste lucruri Ștefania este foarte drăguță și o cântăreață foarte   pricepută.

- Robbie Putrezitul (Robbie Rotten) este răufăcătorul Orășelului Leneș. Singurul lucru care îl poate scoate din vizuina lui este comiterea unui plan răutăcios cu ajutorul unor costume, care să-l facă pe adversarul lui, Sportacus, de rușine. Planurile geniale (cel puțin așa crede el) ale lui Robbie mereu dau greș, grație acrobației și inteligenței lui Sportacus. Robbie este cel mai zgârcit locuitor al Orășelului Leneș. Uneori e chiar simpatic, dar este foarte supărăcios.

### Păpuși
- Ziggy este un copilaș blond, de 6 ani. Are un suflet mare și o poftă de mâncare exagerată. Când va crește, Ziggy vrea să devină un super-erou, exact ca și Sportacus, idolul său, dar în încercarea de a deveni și el erou reușește mai mult să încurce lucrurile decât să le rezolve. El adoră bomboanele.

- Stingy, un colecționar băgăcios de 8 ani. Strânge orice obiect care îi distrează pe ceilalți. Stingy nu poate să înțeleagă generozitatea lui Ziggy, îl urăște pe Pixel pentru computerele și toată aparatura și devine gelos pe capacitatea de conducător a lui Trixie (deși admiră atitudinea grijulie a ei). El are și un motto: „Acesta este al meu...și acesta...”.

- Trixie este o fetiță foarte distrată. Are 8 ani. Îi place la nebunie să facă farse. Adesea este încăpățânată și foarte nerăbdătoare. Nu știe niciodată cum să rezolve o problemă și este capricioasă. Cu toate acestea, Trixie este o fetiță inteligentă.

- Pixel este un băiat de 9 ani. Lui Pixel îi plac jocurile video și tehnologia electronică. Acesta poartă mereu cu el o telecomandă ce poate anula argumentele sau poate schimba orarul celorlalți copii, astfel încât să poată să se retragă în lumea sa digitală. Pixel poate rezolva problemele care altora le dau mult de gândit, însă când i se pune o întrebare banală, cum ar fi „Care e culoare ta preferată?”, se cam bâlbâie. El o place Ștefania.

- Primarul Milford Ombun (Mayor Milford Meanswell) este primarul Orășelului Leneș și unchiul Ștefaniei. Acesta se bucură că orașul are propriul său erou, Sportacus. Pe lângă funcția de primar, Milford are și alte îndeletniciri: poștaș, recepţioner, magazioner, bancher, librar și servitorul lui Bessie Ocupata.

- Bessie Ocupata (Bessie Busybody) este secretara Primarului Milford Ombun. Îi place să fie respectată. I-ar plăcea să fie regină în Orășelul Leneș. Încearcă să fie ca o mamă pentru copii din oraș, dar nu prea are succes. Primarul are o pasiune pentru ea, dar Bessie nu e conștientă de acest lucru.

## Distribuția

### Actori
- Magnús Scheving -  Sportacus
- Julianna Rose Mauriello - Ștefania (Stephanie) (sezoanele 1-2)
- Chloe Lang - Ștefania (Stephanie) (sezoanele 3-4)
- Stefán Karl Stefánsson - Robbie Putrezitul (Robbie Rotten)

### Vocile și păpușarii
- Guðmundur Þór Kárason (voce și păpușar) - Ziggy
- Jodi Eichelberger (voce și păpușar) - Stingy
- Sarah Burgess (voce și păpușar) - Trixie (sezoanele 1-2)
- Aymee Garcia (voce și păpușar) - Trixie (sezoanele 3-4)
- Kobie Powell (voce) - Pixel
- Ron Binion și Julie Westwood (păpușar) - Pixel
- David Matthew Feldman (voce și păpușar) - Primarul Milford Ombun (Mayor Milford Meanswell)
- Julie Westwood (voce și păpușar) - Bessie Ocupata (Bessie BussyBody)

## Episoade
Lista episoadelor din Orășelul leneș